# Costa Àrtabra
La Costa Àrtabra és un Lloc d'Importància Comunitària situat a la província de la Corunya, a Galícia.

## Descripció
La Costa Àrtabra alberga una gran diversitat d'elements paisatgístics que inclou els següents enclavaments: Serra de Capelada, llacuna i sorral de Valdoviño i la llacuna de Doniños. La serra de Capelada és un complex geològic de gran interès format per roques bàsiques i ultrabàsiques, amb penya-segats costaners de fins a 500 metres de desnivell i matolls d'Erica vagans i Ulex maritimus, zones d'embassament temporal i algunes torberes. La llacuna de Valdoviño alberga 1.000 aus aquàtics durant el període hivernal i presenta una notable extensió coberta per vegetació plantes aquàtiques. Presenta un extens sorral amb bones representacions de dunes primàries. La llacuna de Doniños es caracteritza per ésser la llacuna costanera més profunda del litoral de Galícia; presenta un extens anell de vegetació aquàtica (Nymphaea alba, Phragmites australis) i es troba separada del mar per un ample sistema dunar ben conservat.

## Municipis
La Costa Àrtabra s'estén per una zona de 7658,53 ha. pels municipis següents: 
- Cariño
- Cedeira
- Ferrol
- Narón
- Valdoviño
- Ortigueira
- Ares
- Mugardos

## Galeria

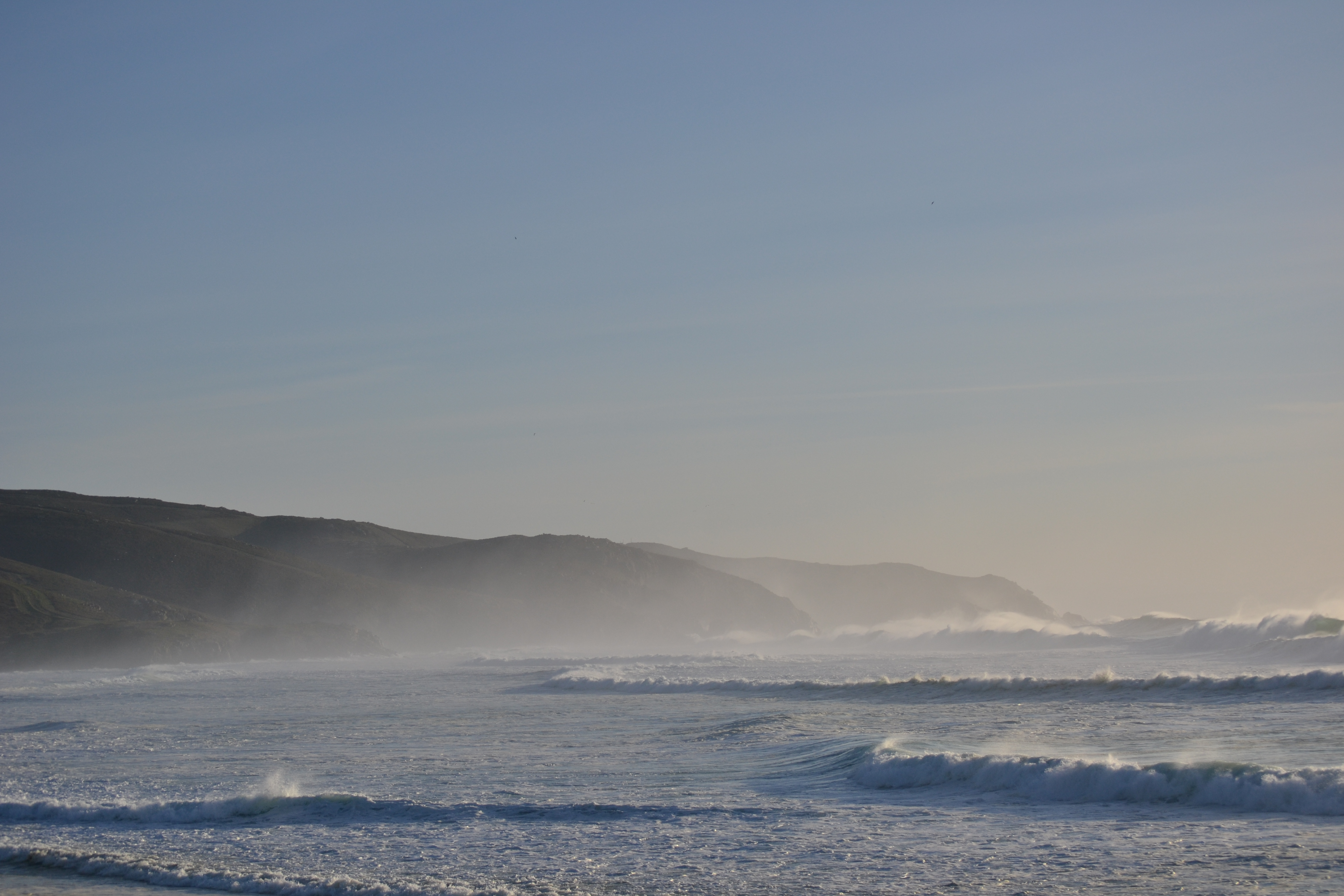
Punta de Sumiño
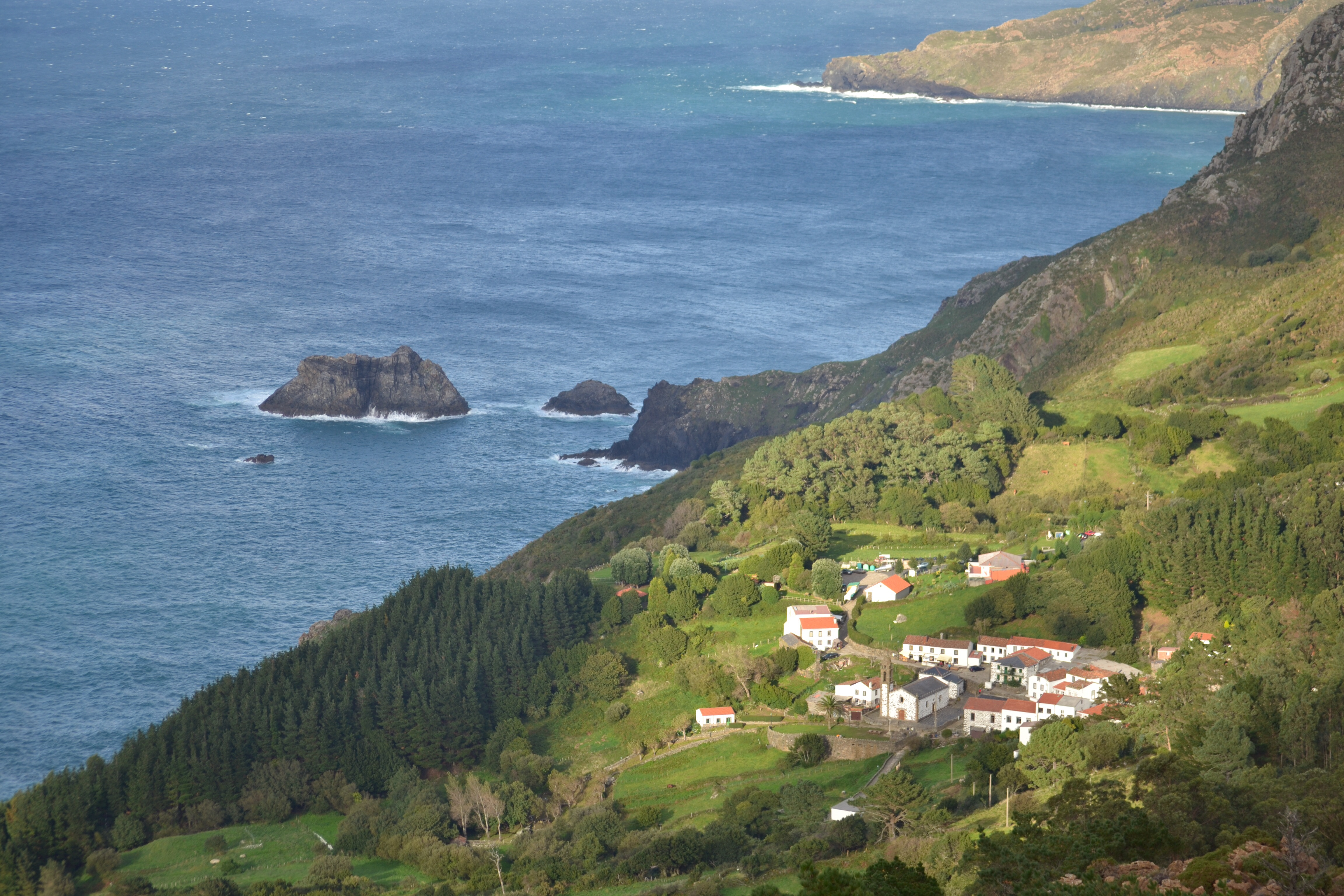
Santo André de Teixido
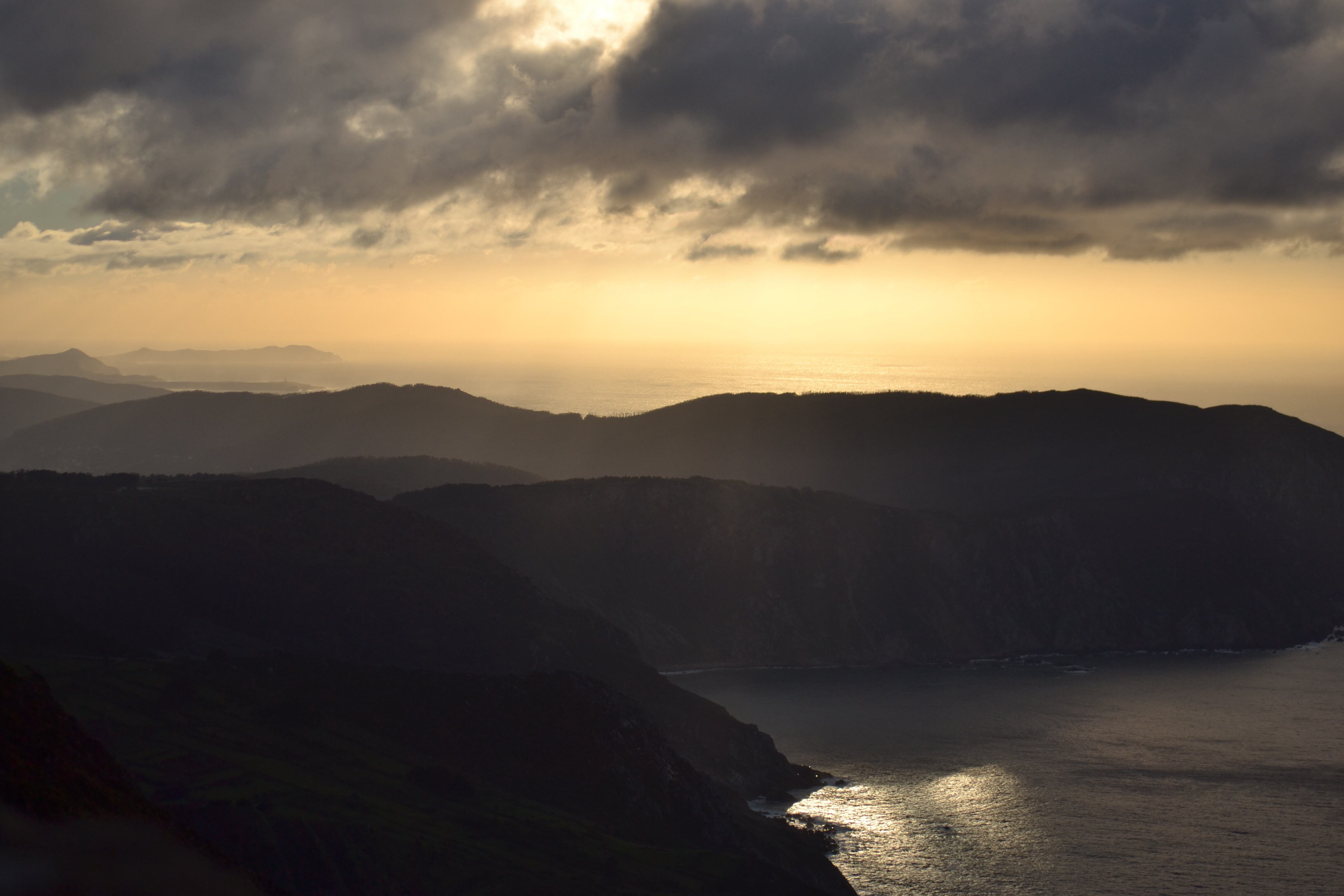
Costa de Ferrolterra (Valdoviño)
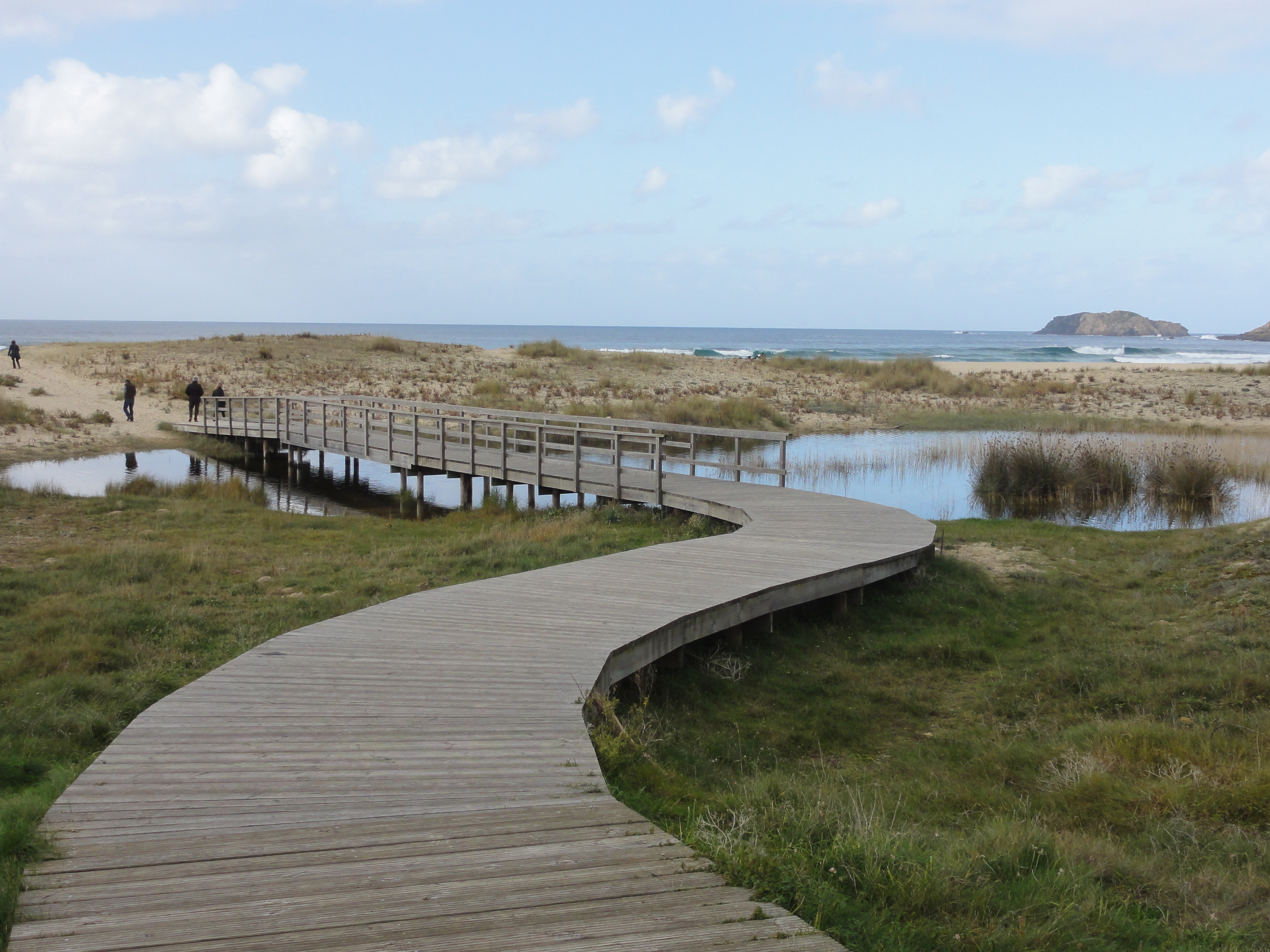
Platja de Doniños (Ferrol)